# Ahmed Hadjali
Ahmed Hadjali, né le 16 juin 1976 à Boghni et mort le 28 septembre 2022, est un handballeur algérien.

## Biographie
Né à Boghni en Kabylie, Hadjali avait grandi en région parisienne et été formé à Ivry, où il avait été champion de France chez les jeunes. Le gaucher avait retrouvé son club formateur après des passages en D2 à Massy puis Tremblay, avec qui il avait connu la montée dans l'élite. Extrêmement efficace sur son aile comme sur penalty (350 buts inscrits en cinq saisons en D1, à 90 % de réussite), il était aussi très apprécié pour la bonne ambiance qu'il diffusait dans le vestiaire. Après son aventure nantaise, il avait encore évolué en D2 à Angers (2010-2012) avant de rejoindre les rangs amateurs, à Amiens et Puteaux notamment.
Avec l'équipe nationale algérienne, il avait disputé trois Championnats du monde et autant de Championnats d'Afrique entre 2003 et 2009, décrochant une médaille de bronze à la CAN 2008.
Figure du Championnat de France, l'ancien ailier droit franco-algérien Ahmed Hadjali est mort à 46 ans, des suites d'une longue maladie. Une nouvelle accueillie avec une infinie tristesse par tous ceux qui l'avaient côtoyé, particulièrement à Tremblay (2004-2006), Ivry (2006-2009) et Nantes (2009-2010). L'entraîneur d'Aix Thierry Anti, qui l'a coaché à Nantes où il était arrivé en joker médical en décembre 2009, a salué « un mec bien ». Béatrice Barbusse, vice-présidente déléguée de la Fédération française, s'est dite « totalement anéantie ». « Au revoir mon ami… Je n'oublierai jamais ton sourire et ta bienveillance », écrit sur Twitter celle qui présidait l'US Ivry lorsque le club du Val-de-Marne a décroché un improbable huitième titre de champion de France en 2007, avec 3,9 buts de moyenne.

## Palmarès

### En club
- Vainqueur du Championnat de France en 2006-2007
- Finaliste de la Coupe de la Ligue en 2006-2007

### Avec l'Équipe d'Algérie
Championnat du monde
- 18e au championnat du monde 2003 ( Portugal)
- 17e au championnat du monde 2005 ( Tunisie)
- 19e au championnat du monde 2009 ( Croatie)

Championnats d'Afrique
- Demi-finaliste au championnat d'Afrique 2004 ( Égypte)
- Tour principal au championnat d'Afrique 2006 ( Tunisie)
- Médaille de bronze au championnat d'Afrique 2008 ( Angola)

## Statistiques en championnat
| Saison | Ligue    | Équipe             | MJ | Tirs R | Tirs T | %    | 7m R | 7m T | %    | Int | P.Déc. | BP | Avert. | 2min | Buts |
| ------ | -------- | ------------------ | -- | ------ | ------ | ---- | ---- | ---- | ---- | --- | ------ | -- | ------ | ---- | ---- |
| 11-12  | ProLigue | Angers Noyant      | 26 | 73     | 113    | 64,6 | 55   | 70   | 78,6 | 2   | 6      | 18 | 1      | 6    | 128  |
| 10-11  | ProLigue | Angers Noyant      | 25 | 74     | 118    | 62,7 | 16   | 22   | 72,7 | 6   | 7      | 23 | 5      | 6    | 90   |
| 09-10  | LMSL     | HBC Nantes         | 14 | 34     | 59     | 57,6 | 28   | 34   | 82,4 | 2   | 0      | 17 | 1      | 2    | 62   |
| 09-10  | LMSL     | US Ivry            | 5  | 5      | 10     | 50   | 3    | 5    | 60   | 0   | 0      | 1  | 0      | 1    | 8    |
| 08-09  | LMSL     | US Ivry            | 15 | 29     | 49     | 59,2 | 26   | 36   | 72,2 | 1   | 0      | 2  | 2      | 4    | 55   |
| 07-08  | LMSL     | US Ivry            | 26 | 57     | 88     | 64,8 | 45   | 55   | 81,8 | 2   | 0      | 17 | 3      | 5    | 102  |
| 06-07  | LMSL     | US Ivry            | 25 | 48     | 82     | 58,5 | 16   | 19   | 84,2 | 0   | 2      | 15 | 3      | 6    | 64   |
| 05-06  | LMSL     | Tremblay-en-France | 23 | 53     | 93     | 57   | 6    | 7    | 85,7 | 0   | 3      | 31 | 6      | 4    | 59   |
| 04-05  | ProLigue | Tremblay-en-France | 28 | 84     | 131    | 64,1 | 1    | 3    | 33,3 | 2   | 2      | 28 | 7      | 5    | 85   |
| 03-04  | ProLigue | Massy Essonne HB   | 29 | 85     | 124    | 68,5 | 37   | 53   | 69,8 | 8   | 7      | 33 | 8      | 16   | 122  |
| 02-03  | ProLigue | Massy Essonne HB   | 29 | 97     | 155    | 62,6 | 50   | 64   | 78,1 | 3   | 4      | 23 | 8      | 11   | 147  |